# Cáseda
Cáseda (baskisch Kaseda) ist ein Ort und eine Gemeinde (municipio) mit 943 Einwohnern (Stand: 2024) in der autonomen Gemeinschaft Navarra im Norden von Spanien.

## Lage und Klima
Der Ort Cáseda liegt auf einer Anhöhe oberhalb des Südufers des Río Aragón in ca. 430 m Höhe und ist ca. 52 km (Fahrtstrecke) in südöstlicher Richtung von der Regionalhauptstadt Pamplona entfernt. Das Klima ist gemäßigt bis warm; Regen (ca. 775 mm/Jahr) fällt übers Jahr verteilt.

## Bevölkerungsentwicklung
| Jahr      | 1857  | 1900  | 1950  | 2000  | 2017 |
| Einwohner | 1.579 | 1.610 | 1.886 | 1.060 | 975  |

Die Mechanisierung der Landwirtschaft, die Aufgabe bäuerlicher Kleinbetriebe und der daraus resultierende Verlust an Arbeitsplätzen haben seit der Mitte des 20. Jahrhunderts zu einem deutlichen Rückgang der Bevölkerung geführt (Landflucht). Zur Gemeinde gehört auch der ca. 12 km südlich des Ortes gelegene und noch etwa 25 Einwohner zählende Weiler (pedanía) San Isidro del Pinar.

## Wirtschaft
Cáseda ist traditionell landwirtschaftlich orientiert, aber auch Handwerker und Dienstleister haben sich im Ort niedergelassen. Der einst in der Gegend betriebene Weinbau kam im Zuge der Reblauskrise zum Erliegen und wurde bis heute nur in Ansätzen wieder aufgenommen. Der Tourismus in Form der Vermietung von Ferienwohnungen (casas rurales) spielt eine größere wirtschaftliche Rolle.

## Geschichte
Keltische, römische, westgotische und selbst maurische Spuren wurden bislang nicht entdeckt. Ende des 11. Jahrhunderts unternahm Peter I. von Aragón (reg. 1094–1104) einen Versuch zur Rückeroberung (reconquista) der Gegend, doch erst König Alfons II. war um das Jahr 1165 erfolgreich. In den 1170er Jahren war die Gegend zwischen den Königreichen Kastilien und Aragón umstritten. Cáseda gehörte bis zum Jahr 1843 zur historischen Comarca Valle de Aibar.

## Sehenswürdigkeiten

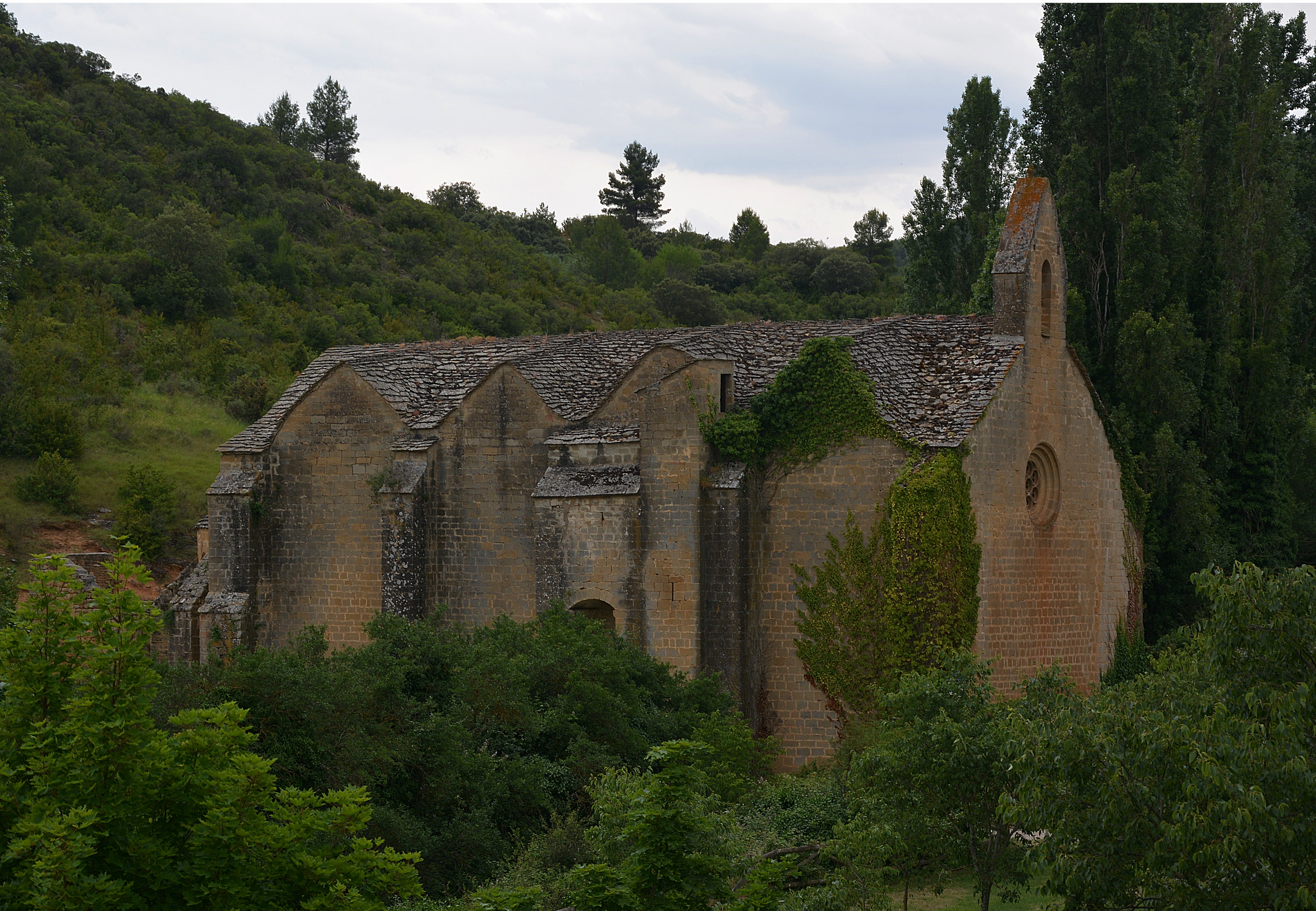
Ermita de San Zoilo

- Die im Übergangsstil zwischen Spätgotik und Renaissance erbaute Iglesia de la Asunción de Nuestra Señora ist der Himmelfahrt Mariens geweiht und wurde im Jahr 1531 begonnen. Das Westportal ist ein gotisches Stufenportal mit hochgezogenen Archivolten; das Südportal zeigt dagegen reine Renaissanceformen. Das Kirchenschiff (nave) ist vergleichsweise hoch und von einem durchgehenden Sterngewölbe bedeckt. Dort und im Chorbereich stehen mehrere vergoldete Schnitzaltäre, unter denen der Hauptaltar herausragt.[5][6]

Umgebung
- Die Ermita de San Felipe y Santiago ist ein kleiner, im Äußern ungegliederter einschiffiger Bau, der sogar noch romanische Ursprünge haben könnte.
- Die Ermita de San Zoilo ist dem Märtyrer Zoilus von Córdoba geweiht; sie zeigt gotische Strebepfeiler im Äußern und ein großes Archivoltenportal auf der Südseite. Kirchenschiff und Apsis sind rippengewölbt. Interessant sind zwei archaisch aussehende Kapitelle.